# Ferit Melen
Pour les articles homonymes, voir Melen (homonymie).
Ferit Melen, né en 1906 à Van et mort le 3 septembre 1988 à Ankara, est un homme d'État turc. Il est Premier ministre de la Turquie entre le 17 avril 1972 et le 15 avril 1973.

## Biographie

### Origines, études et vie privée
Ferit Melen est né en 1906 à Van. Après avoir réalisé sa scolarité à Bursa, il obtient, en 1931 un diplôme en finances à l'université d'Ankara. Après l'obtention de son diplôme, il réalise un stage d'un an à Paris, au sein du ministère des Finances. Par la suite, il retourne en Turquie pour travailler en tant qu'inspecteur pour le ministère des Finances. En 1943, il est promu directeur général du ministère.

### Carrière politique
Ferit Melen entre en politique en 1950 en devenant représentant de la province de Van à la Grande Assemblée nationale de Turquie. Il siège alors en tant que membre du CHP. Il ne se représente pas à sa réélection en 1954, préférant exercer la profession de comptable, mais retrouve son siège en 1957.
Il est ministre des Finances du 25 juin 1962 au 20 février 1965 au sein des deux gouvernements d'İsmet İnönü. Il quitte par la suite le CHP avec 47 collègues, pour fonder en 1967 le Parti de la confiance, baptisé en 1973 Parti de la confiance républicaine (en) (CGP).
Du 26 mars 1971 au 22 mai 1972, il est ministre de la Défense des deux gouvernements successifs de Naim Talu. À la suite de la démission de Nihat Erim, il devient Premier ministre d'un gouvernement de coalition approuvé par les militaires qui a duré jusqu'au 15 avril 1973. Entre le 31 mars 1975 et le 21 juin 1977, il est à nouveau ministre de la Défense, cette fois au sein du gouvernement de Süleyman Demirel.
Entre le 7 juin 1964 et le 14 octobre 1979, Ferit Melen est membre du Sénat, représentant la province de Van. Le 12 juillet 1980, il est à nouveau nommé sénateur mais le Sénat est aboli le 12 septembre 1980, à la suite du coup d'État de septembre 1980. Il est élu à la Grande Assemblée nationale aux élections législatives de 1983 en tant que candidat du Parti de la démocratie nationaliste (en) (MDP).
Il meurt le 3 septembre 1988 à Ankara. L'aéroport de Van porte son nom.